# Darrell Lockhart
Darrell Lamar Lockhart (nacido el 14 de septiembre de 1960 en Thomaston, Georgia) es un exjugador de baloncesto estadounidense. Con 2,07 metros de estatura, jugaba en la posición de pívot.

## Trayectoria

### Formación
Jugó durante cuatro temporadas con los Tigers de la Universidad de Auburn, en las que promedió 11,1 puntos,  y 5,7 rebotes por partido.

### Profesional
Fue elegido en la trigésiquinta posición del Draft de la NBA de 1983 por los San Antonio Spurs. Únicamente pudo jugar dos partidos en la NBA, el resto de su carrera deportiva jugaría en Europa. Su primer equipo fue el Bancoroma Roma, equipo donde sustituiría a Clarence Kea, luego jugó en la débil liga belga, y también llegó a probar por el Club Baloncesto Estudiantes, donde fue rechazado sin debutar. En el Caja Bilbao se asienta, formando pareja de americanos con Joe Kopicki. Tras un año en Arese (Italia), vuelve a la Liga ACB y ficha por el Caja San Fernando, entrenado por José Alberto Pesquera y donde coincide dos años con Brian Jackson, y en total estaría 5 años en el equipo sevillano. En el equipo hispalense anotó un total de 3048 puntos, consiguió 1398 rebotes y en la temporada 1990-91 fue el jugador más valorado de la A.C.B..
Aún jugaría en 4 equipos más en España, dos ACB --Club Bàsquet Girona (94-95) y Club Ourense Baloncesto (95-96)-- y otros dos en LEB (Bàsquet Club Andorra y Club Baloncesto Villa Los Barrios). Especial es su historia en el Club Ourense Baloncesto, donde clavó un triple en el último segundo del 4.º partido de playoff en Gijón Baloncesto que provocó el descenso de los asturianos y la salvación de su equipo. En total en 291 partidos, ACB promedió 17,8 puntos y 7,8 rebotes.